# Shoham
Shoham (en hébreu: שֹׁהַם, littéralement onyx) est une ville dans le District centre d'Israël fondée en 1993.